# Laschkar Gah

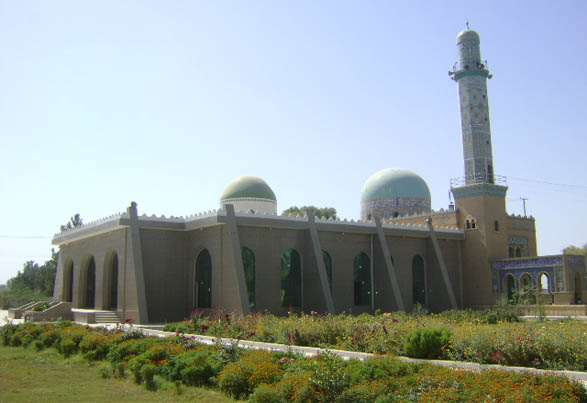
Moschee in Laschkar Gah (2009)

Laschkar Gah (paschtunisch لښکرګاه, persisch لشکرگاه, DMG Laškar-Gāh, ‚Heerlager‘), historischer Name Bost, ist die Hauptstadt der südafghanischen Provinz Helmand sowie der Name des umliegenden Bezirks. Sie ist die zehntgrößte Stadt Afghanistans.

## Lage und Anbindung
Die Stadt liegt in 773 m Höhe. Der ganze Bezirk hat ungefähr 200.000 Einwohner (Stand 2006) und zählt damit zu den größten der Provinz Helmand. Laschkar Gah liegt zwischen den Flüssen Helmand und Arghandab. Durch Fernstraßen ist sie mit den Städten Kandahar nach Osten, Sarandsch nach Westen und Herat nach Nordwesten verbunden. Vom Flughafen Bost Airport, der auf der östlichen Seite des Flusses Helmand liegt, gibt es Verbindungen durch die inländischen Fluggesellschaften Ariana Afghan Airlines und Pamir Airways zu anderen afghanischen Städten.

## Geschichte
Lashkargah bedeutet auf Persisch "Kaserne". Das Gebiet gehörte im 9. Jahrhundert zu den Saffariden und entstand vor tausend Jahren als Kasernenstadt am Flussufer für die Soldaten heran, die den ghaznavidischen Adel in die Winterhauptstadt Bost begleiteten. Die Ruinen der ghaznawidischen Herrenhäuser stehen noch immer entlang des Helmand-Flusses. Die Stadt Bost und ihre umliegenden Gemeinden wurden in den folgenden Jahrhunderten von den Ghoriden, Mongolen und Timuriden geplündert. Später wurde die Region jedoch von Timur/Tamerlane (Timur Lang) wiederaufgebaut.
Im Krieg in Afghanistan wurde die Stadt 2006 Zentrum der Schlacht bei Laschkar Gah. Die Taliban sickerten 2016 in die Stadt ein, bedrohten die Zufahrtswege und griffen Verstärkungen der afghanischen Nationalarmee an. Im Oktober 2016 wurden in einem Gefecht etwa 100 Soldaten und Polizisten getötet. Im Zuge der Talibanoffensive nach dem Rückzug der US-Streitkräfte und Verbündeter aus Afghanistan fiel Laschkar Gah am 13. August 2021 wieder an die Taliban.

## Söhne und Töchter der Stadt
- Ehsan Aman (* 1959), Musiker
- Asadullah Rezai (* 1989), Fußballspieler